# Golek, Krško
Golek este o localitate din comuna Krško, Slovenia, cu o populație de 87 de locuitori.